# آویاتیک دی. ۲
آویاتیک دی. ۲ (به انگلیسی: Aviatik_(Berg)_D.II) یک هواگرد ملخ‌پیشین تک‌موتوره از نوع هواپیمای جنگنده ساخت شرکت آویاتیک است. هواگرد آویاتیک دی. ۲ نخستین پروازش را در ۱۹۱۷ میلادی انجام داد. در مجموع، تعداد ۱۳ فروند از این هواگرد ساخته شده‌است.